# Västra Björnen
Västra Björnen är klippor i Finland.   De ligger i landskapet Österbotten, i den sydvästra delen av landet, 300 km nordväst om huvudstaden Helsingfors.
Terrängen runt Västra Björnen är mycket platt. Havet är nära Västra Björnen västerut.  Närmaste större samhälle är Kristinestad, 5,7 km öster om Västra Björnen. 